# Platgetes de Bellver
Les Platgetes de Bellver comprèn un sector del litoral del municipi d'Orpesa, a la comarca de la Plana Alta (País Valencià). A partir del port esportiu se succeïx una costa escarpada i boscosa en la qual es troben xicotetes cales de molt difícil accés per terra fins a arribar a la zona coneguda com a les Platgetes. Estes són dos cales tancades situades en un entorn tranquil d'urbanitzacions amb cases unifamiliars i xalets. En esta zona hi ha una part nudista, situada al costat de la via fèrria d'Orpesa. Amb una longitud de platja de 450 m i una amplària mitjana de 20 m d'arena fina. Compta amb el distintiu de la bandera blava i amb el certificat ISO 14001.